# الویو بانکرو
الویو بانکرو (به ایتالیایی: Elvio Banchero) بازیکن فوتبال اهل ایتالیا است که از سال ۱۹۲۸ میلادی عضو تیم ملی فوتبال ایتالیا بوده و در ۳ بازی ملی حضور داشته‌است. او در بازی‌های ملی‌اش ۴ گل به ثمر رساند.
الویو بانکرو آخرین بازی ملی خود را در سال ۱۹۲۸ میلادی انجام داد.